# Всемирная ассоциация ирландского танца
Всемирная Ассоциация Ирландского Танца, (англ. World Irish Dance Association - W.I.D.A.) — базирующаяся в Нидерландах организация, которая занимается распространением, популяризацией и развитием ирландских танцев по всему миру.
Ассоциация организует мастер-классы, соревнования, чемпионаты и тестирования тренеров и судей по ирландским танцам. Продвигает язык, музыку и культуру Ирландии.
С организационной точки зрения является конкурентом Комиссии по ирландским танцам.
Практикует менее жесткие требования к тренерам и судьям, чем Комиссия:

Так как у большинства представителей европейских стран не было возможности изучать традиции ирландского танца с детства, для подготовки к сдаче экзамена на сертификат преподавателя или судьи в нашей ассоциации предшествующий опыт не обязателен.
Чтобы соответствовать этому специфическому условию, были разработаны особый учебный план и система экзаменов, что вдохновляет и помогает заинтересованным в обучении на получение сертификата преподавателя или судьи. Кандидаты могут сами определять скорость, с которой они будут развивать свои умения и способности, без давления сроков. Как только кандидаты будут готовы завершить процесс обучения, им предлагается сдать экзамены и получить сертификат квалифицированного преподавателя или судьи.
Оригинальный текст (англ.)A prior knowledge or experience of Irish Dance is not necessary to become a certified W.I.D.A. dance teacher or adjudicator as few people on the European mainland grew up having the opportunity to know about Irelands national dance style.
An examination programme and schedule has been developed to encourage those with an interest in Irish Dance to become certified teachers and adjudicators with W.I.D.A. Candidates will be able to go at their own pace and develop their knowledge and skill without the pressure of deadlines and will be able to be fully certified when they are ready to complete the examination process.
— http://www.worldirishdance.com

## Страны-участники
На данный момент в Ассоциации состоят участники из 23 стран:
- Австралия
- Армения
- Беларусь
- Великобритания
- Венгрия
- Германия
- Гонконг
- Иран
- Ирландия
- Испания
- Казахстан
- Нидерланды
- Новая Зеландия
- Остров Мэн
- Португалия
- Россия
- Сингапур
- США
- Украина
- Уругвай
- Швейцария
- Шотландия
- Эстония